# 't Kabouterhuis
Het MOC (Medisch Orthopedagogisch Centrum)  't Kabouterhuis is een zorginstelling voor de opvang van (jonge) kinderen met problemen, in Nederland, met hoofdvestiging in Amsterdam.

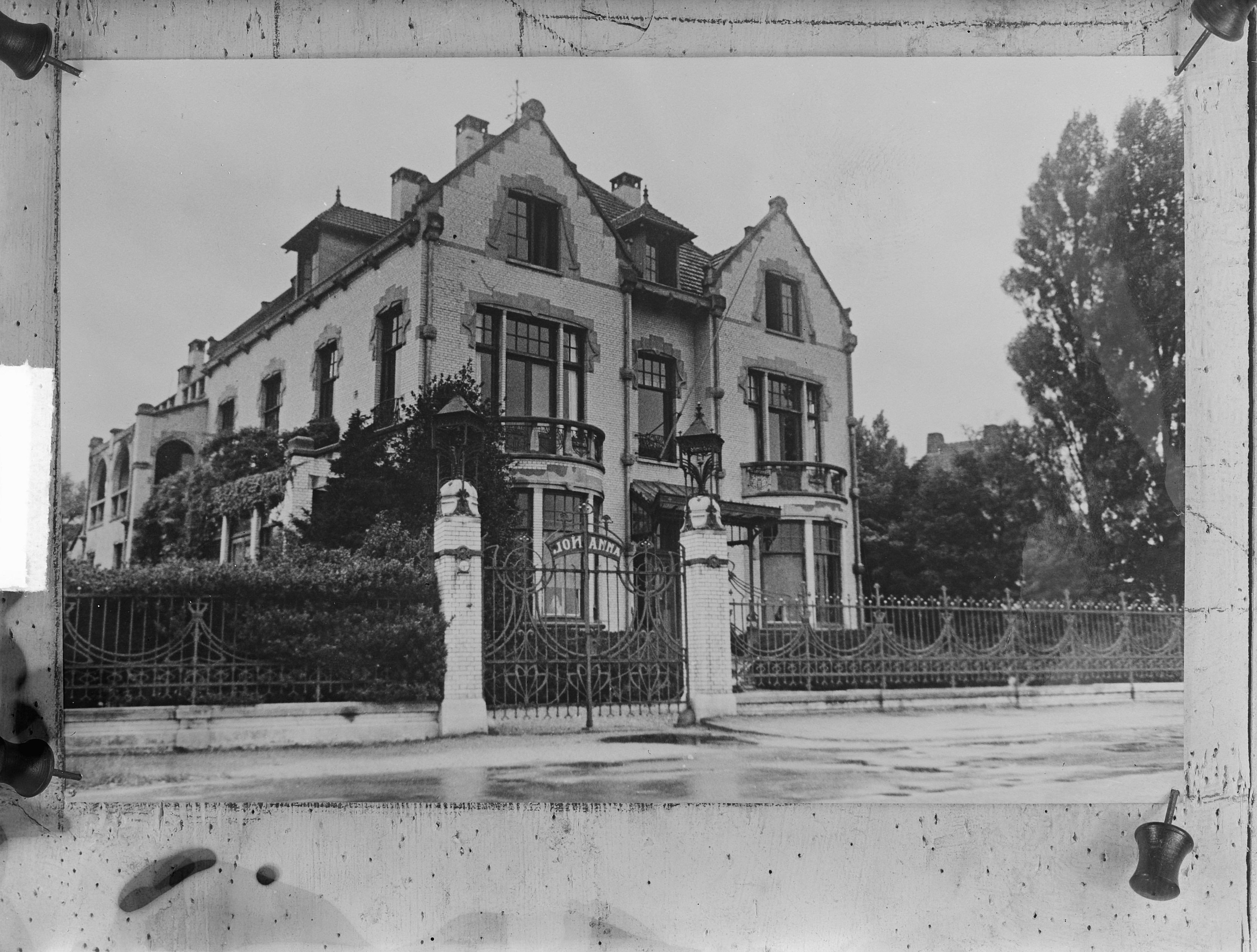
Villa Johanna in 1948

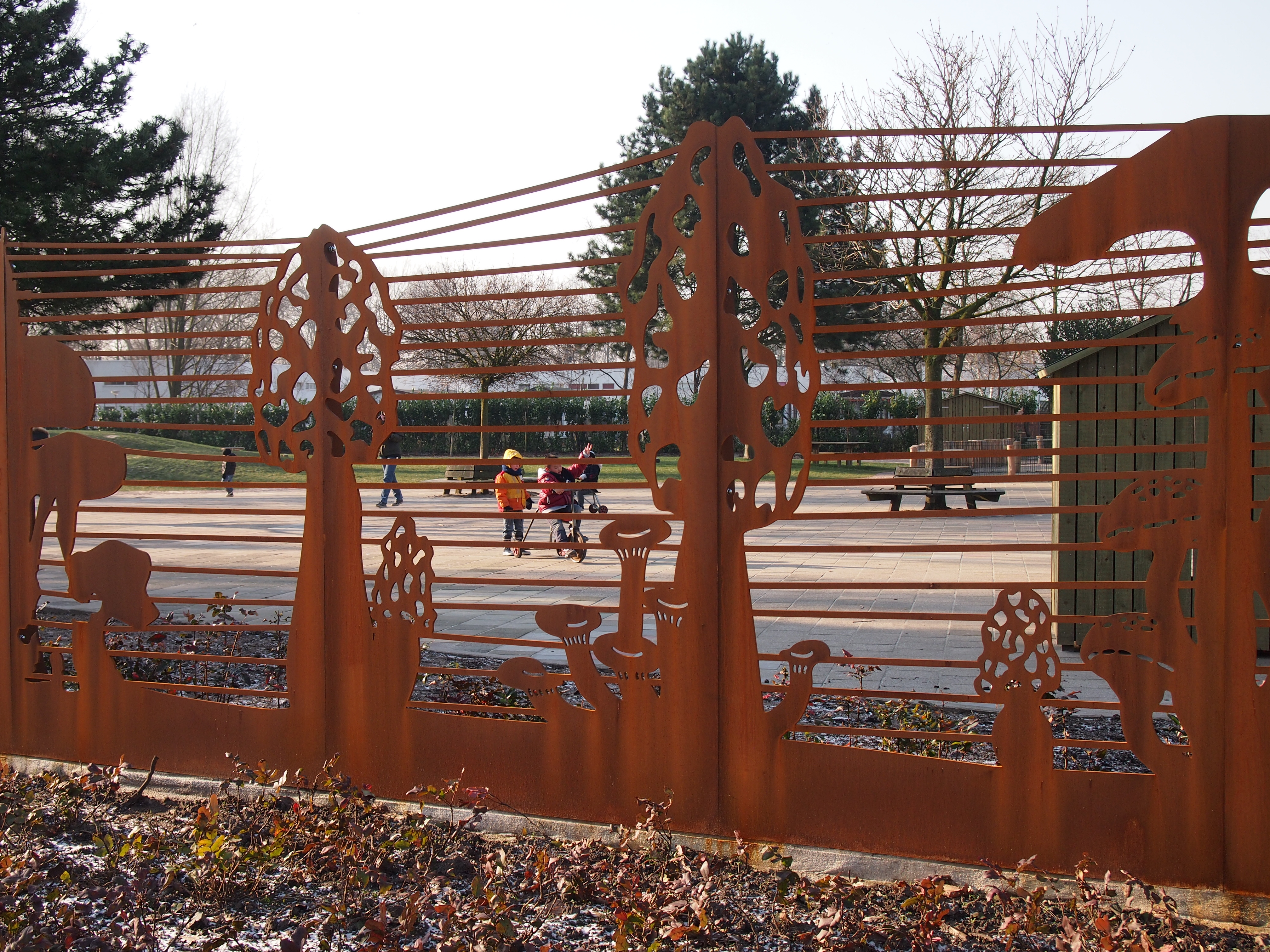
Kabouterhuis-hek in Amsterdam Nieuw-West

De Stichting 't Kabouterhuis werd in 1945 opgericht. De organisatie vestigde zich daarna in de toenmalige Villa Johanna, gebouwd in 1904, oorspronkelijk genaamd 'Overdrecht', aan de Amsteldijk in Amsterdam-Zuid (Rivierenbuurt). Op 15 december 1945 werd dit opvanghuis geopend door Prinses Juliana, vergezeld door haar dochters Beatrix en Irene. Daarna werd er bijgebouwd. In 1968 werd de oorspronkelijke villa gesloopt. Daarna kwam er nieuwbouw, naar ontwerp van de wederopbouw-architect H. Knijtijzer; het nieuwe centrum werd in 1970 geopend.
MOC 't Kabouterhuis heeft verscheidene locaties in Amsterdam (in de stadsdelen Zuid, Nieuw-West, Noord en Zuidoost) en verder in Amstelveen, Uithoorn, Hoofddorp en Leiden.
Bij de vestiging in Amsterdam Nieuw-West aan de Albardagracht in Slotermeer, is een afscheiding gemaakt (aan de Burgemeester van Leeuwenlaan), bekend als het Kabouterhuis-hek, ontworpen door kunstenares Marjet Wessels Boer.